# Этиленциангидрин
Этиленциангидрин (3-гидроксипропаннитрил, β-цианоэтанол) — алифатическое бифункциональное органическое соединение, бесцветная жидкость, хорошо растворимая в воде и органических растворителях. Использовался как исходное сырье в промышленном производстве акрилонитрила и акриловой кислоты.

## Синтез
Лабораторный метод синтеза этиленциангидрина - замещение хлора цианидом в эпихлоргидрине. Синтез проводят в водном (20% воды) этиленхлоргидрине взаимодействием с цианидом натрия при 45-50°C, выход составляет ~80%:
HOCH2CH2Cl + CN- {\displaystyle \to } HOCH2CH2CN + Cl-
Промышленный метод синтеза этиленциангидрина - взаимодействие синильной кислоты с этиленоксидом. Реакцию проводят при температуре 55-60°C при катализе основаниями (диэтиламин и др. амины), в качестве растворителя используют сам этиленциангидрин:

## Применение
Основное применение этиленциангидрина в настоящее время - синтез 3-аминопропанола, который используется в синтезе поверхностно-активных веществ, ингибиторов коррозии и фармацевтических препаратов. Синтез проводится гидрированием этиленциангидрина на никеле Ренея:
Ранее дегидратация этиленциангидрина использовалась в качестве промышленного метода производства акрилонитрила:
HOCH2CH2CN {\displaystyle \to } CH2=CH2CN + H2O ,
однако этот метод был вытеснен окислительным аммонолизом пропилена (Sohio-процесс), который не требует использования высокотоксичной синильной кислоты.
Гидролиз этиленциангидрина под действием 25% водного раствора гидроксида натрия используется в качестве лабораторного метода синтеза β-гидроксипропионовой кислоты, выход составляет 28–31%:
HOCH2CH2CN + OH- + H2O {\displaystyle \to } HOCH2CH2COO- + NH3 ,
Гидролиз этиленциангидрина под действием 40% HBr применяется как метод синтеза β-бромпропионовой кислоты, выход - 82–83%:
HOCH2CH2CN + 2HBr + H2O {\displaystyle \to } BrCH2CH2COOH + NH4Br